# دون باترسون
دون باترسون (بالإنجليزية: Don Patterson)‏ هو عازف جاز أمريكي، ولد في 22 يوليو 1936 في كولومبوس في الولايات المتحدة، وتوفي في 10 فبراير 1988 في فيلادلفيا في الولايات المتحدة.

## وصلات خارجية
- دون باترسون على موقع ميوزك برينز (الإنجليزية)
- دون باترسون على موقع أول ميوزيك (الإنجليزية)
- دون باترسون على موقع ديسكوغز (الإنجليزية)